# Modestep
Modestep est un groupe de dubstep et de rock issu de Londres, formé en 2010. Le groupe est actuellement composé de Josh Friend.

## Histoire

### Débuts de carrières (2010-2011)
Tony Friend a commencé à mixer en 2001, pendant que Josh et Matthew Curtis, le batteur, jouaient dans différents groupes. Modestep s'est formé en 2010 lorsque Nick Tsang a intégré le trio formé par Tony, Josh et Matthew.

### Evolution Theory(2011-2013)
Modestep a commencé à travailler sur leur premier album début janvier 2011, avec leur premier single Feel Good, sorti au Royaume-Uni le 6 février 2011. Ce single est sorti sous forme d'EP, incluant un autre titre intitulé Bite The Hand. Le 13 février, le single atteint le 38e position de l'UK Single Chart, la 5e place de l'UK Indie Chart et la 6e place de l'UK Dance Chart. Le clip de la nouvelle version de leur single Sunlight sort sur YouTube le 3 juillet et dépasse le million de vues en quatre jours. Leur quatrième titre Show Me A Sign a été publié sur YouTube le 19 mars 2012 et est sorti le 6 mai 2012. Tony Friend avait révélé dans une interview que Modestep espérait sortir leur album le 3 septembre 2012. Après avoir été repoussé au 14 janvier 2013, il le fut une seconde fois au 11 février 2013.

### Second album studio et départ de Tsang et Curtis (2013-2017)
Modestep a annoncé via les réseaux sociaux qu'ils travaillent avec du nouveau matériel. Le 16 octobre 2013, ils ont commencé à travailler sur le premier titre de leur second album. Le 14 janvier 2014, Tsang et Curtis quittent le groupe pour poursuivre leurs propres carrières dans l'industrie musicale. Malgré cela, l'album est maintenu et une tournée mondiale est prévue avec deux nouveaux membre : Pat Lundy l'ex-batteur du groupe Funeral For A Friend et le guitariste Kyle Deek qui rejoignirent le groupe durant le printemps 2014.

### Monstercat, Disciple et départ de Deek et Tony (2017-Aujourd'hui)
À la suite des départs de Deek en 2016 puis Tony en 2017, les deux membres restant, Josh et Pat, se voient obligés de se concentrer sur la composition des morceaux. Ils arrivent cependant à sortir dès 2018 leurs premières compositions à deux sur le label d'EDM mondialement connu Monstercat avec les titres Higher et Summer. Ils signent ensuite chez le label de dubstep Disciple fin 2018. Leur premier titre (hors collaborations), WIP, sort sur le label Disciple: Round Table (sous-label de Disciple Recordings), il s'ensuit en février 2019 la sortie des EP Echoes puis Dawn sur le label principal.
Le 4 novembre 2022, le batteur Pat Lundy annonce son départ du groupe.

## Style musical et influences
Modestep compose dans des styles musicaux variés, comme le dubstep ou la drum and bass. Ils incorporent aussi du hard rock dans leur musique, ainsi que du chant avec la voix de Josh dans la plupart de leurs morceaux, donnant à leur musique un style à la fois très mélodique et très énergique.
On peut rapprocher leur style avec ceux d'autres groupes tels Pendulum ou The Prodigy ; ils sont aussi capables de jouer avec d'autres artistes tels que The Script, Skrillex, Ed Sheeran, Nero ou encore Flux Pavilion. 
Les lives et DJ sets de Modestep mêlent un dubstep sombre et violent avec une drum and bass énergique, un peu comme le duo français Dirtyphonics. 

## Membres
| - Josh Friend - Chanteur, producteur (depuis 2010) - Matthew Curtis - Batteur (2010–2014) - Nick Tsang - Guitariste (2010–2014) - Tony Friend - DJ, producteur, guitariste (2010-2017) - Kyle Deek - Guitariste (2014-2016) - Pat Lundy - Batteur, producteur (2014-2022) |

## Discographie

### Albums studio
| Année | Détails de l'album                                                                                            |
| ----- | --- |
| 2013  | Evolution Theory - Sortie : 11 février 2013 - Label : A&M et Interscope - Format : Vinyle, CD, téléchargement |
| 2015  | London Road - Sortie : 25 mai 2015 - Label : A&M et Interscope - Format : Vinyle, CD, téléchargement          |

### EPs
| Année | Détails de l'album                                                                             |
| ----- | ---------------------------------------------------------------------------------------------- |
| 2011  | To the Stars (Remixes) - Sortie : 4 novembre 2011 - Label : Polydor - Format : Téléchargement  |
| 2012  | Show Me a Sign (Remixes) - Sortie : 6 mai 2012 - Label : Polydor - Format : Téléchargement     |
| 2013  | Inside My Head - Sortie : 23 avril 2013 - Label: Auto-produit - Format: Téléchargement gratuit |
| 2019  | Echoes - Sortie : 27 février 2019 - Label: Disciple - Format: Téléchargement                   |
| 2019  | Dawn - Sortie : 17 juillet 2019 - Label: Disciple - Format: Téléchargement                     |

### Singles
Comme artiste principal :
- Feel Good (2011)
- Sunlight (2011)
- To the Stars (2011)
- Show Me a Sign (2012)
- Another Day (feat. Popeska) (2013)
- Higher (2017)
- Living For The Weekend (2017)
- Summer (2018)
- Not IRL (2019)

Comme artiste en vedette :
- Dirtyphonics : Los Angeles (2013)

### Remixes
- Cee Lo Green : Fuck You (2010)[15]
- Enya : Exile (song) (2010)[16]
- Ryan Keen : All This Time (2013)[17]
- Yellow Claw & Dirtcaps - Ride Or Die (feat.Kalibwoy) (2016)

### Autres apparitions
- To the Stars (Live) (BBC Radio 1's Live Lounge 2012)

### Clips vidéo
| Année | Titre                                              | Réalisation                               |
| ----- | -------------------------------------------------- | ----------------------------------------- |
| 2010  | Feel Good                                          | David Bispham, Josh Friend & Tony Friend  |
| 2011  | Sunlight                                           | Josh Friend & Tony Friend                 |
| 2011  | To The Stars                                       | Liam Underwood, Josh Friend & Tony Friend |
| 2011  | To The Stars(Break The Noise & The Autobots Remix) | Liam Underwood                            |
| 2012  | Show Me A Sign                                     | Richard Payne, Josh Friend & Tony Friend  |
| 2012  | Show Me A Sign                                     | Sam Friend                                |
| 2012  | Another Day (featuring Popeska) (xKore Remix)      | Josh Friend & Tony Friend                 |
| 2012  | Paradise (Coldplay cover)                          | Liam Underwood                            |
| 2013  | Another Day (featuring Popeska)                    | Josh Friend & Tony Friend                 |